# Wandasari
Wandasari is een bestuurslaag in het regentschap Tasikmalaya van de provincie West-Java, Indonesië. Wandasari telt 2925 inwoners (volkstelling 2010).